# Max-Windmüller-Gymnasium Emden
Das Max-Windmüller-Gymnasium, kurz Max, ist eine allgemeinbildende Schule in Emden. Namensgeber ist Max Windmüller, ein Emder Widerstandskämpfer gegen den Nationalsozialismus. An dem drei- bis fünfzügigen Gymnasium lernen derzeit etwa 700 Schüler. Außerschulische Schwerpunkte sind unter anderem die zahlreichen internationalen Kontakte und Austauschfahrten, die Ruderveranstaltungen sowie die Berufsorientierung. Seit dem 9. November 2019 ist das Gymnasium anerkannte UNESCO-Projektschule.

## Organisation
Das Max-Windmüller-Gymnasium ist eine Ganztagsschule. Das Angebot an Fächern insbesondere nachmittags ist zum Teil ein Wahlprogramm. An der Schule unterrichten etwa 70 Lehrer. Hinzu kommen als nicht lehrendes Personal 5 weitere Angestellte. Das Gymnasium ist seit 2002 Europaschule und unterhält offiziell Kontakte zu anderen Schulen im europäischen Ausland, außerdem in Israel und den USA, nach Mittel- und Südamerika sowie nach Japan.

## Rudergymnasium
Seit 2009 kooperiert das Gymnasium mit dem Emder Ruderverein. Als Rudergymnasium erlernen die Schüler des gesamten sechsten Jahrgangs das Rudern im Sportunterricht. Zudem führt die Schule alljährlich eine Ergometer-ReGaTta (das Binnenkürzel GaT erinnert an den alten Schulnamen Gymnasium am Treckfahrtstief) für die Jahrgänge 5 bis 7 und eine Drachenboot-ReGaTta für die ganze Schule durch. 2015 wurde erstmals eine Spenden-Ergometer-ReGaTta durchgeführt.

## Berufsorientierung
Das Gymnasium führt vielfältige Maßnahmen zur Berufsorientierung der Schüler durch. Hervorzuheben ist dabei das alljährlich in den 9. Klassen durchgeführte Projekt „Wirtschaft zum Anfassen“, das 2009 den Sonderpreis „Ökonomische Bildung“ der Hans-Beutz-Stiftung erhielt. Bei diesem Projekt erkunden die Schüler innerhalb einer Woche mehrere Emder Betriebe und stellen diese anschließend auf einer Präsentationsveranstaltung vor.
2010 attestierte die von den Industrie-, Handels- und Handwerkskammern gegründete Initiative „Aktionsgemeinschaft Gütesiegel Weser-Ems“ dem Gymnasium „vielfach erbrachte Leistungen zur Verbesserung und Sicherung der Ausbildungsfähigkeit seiner Schülerinnen und Schüler“ und zertifizierte die Schule als Gütesiegel-Schule.

## Geschichte
Das Max-Windmüller-Gymnasium Emden hat mehrere Vorläuferinstitutionen. Am 15. Oktober 1872 wurde die Städtische Höhere Töchterschule gegründet. Diese hatte ihren Standort an der Großen Burgstraße und später an der Ringstraße. Im Jahre 1905 erhielt sie den Namen Kaiserin-Auguste-Viktoria-Schule und wurde 1912 zum Lyzeum, 1937 zur „Oberschule für Mädchen“. Die Gebäude dieser Schule wurden beim Bombenangriff auf Emden am 6. September 1944 zerstört. Der Unterricht fand danach provisorisch in den Räumen des Amtsgerichtes sowie an der Wallschule statt. Von 1959 bis 1975 wurde ein Zweig der Schule als Frauenoberschule geführt.
Am 27. April 1965 bezog sie als Gymnasium für Mädchen den Neubau am Treckfahrtstief. Nach der Einführung der Koedukation an den beiden Emder Gymnasien wurde die Schule im Jahre 1971 in Gymnasium am Treckfahrtstief Emden umbenannt.  Die Schule wurde vornehmlich von Schülern aus den östlichen Stadtteilen besucht, während die Kinder und Jugendlichen aus den westlichen Stadtteilen zumeist das Johannes-Althusius-Gymnasium besuchten. Diese Tradition hat sich aus der langjährigen, mittlerweile aber abgeschafften Vorgabe von Einzugsbereichen ergeben. Neben Schülern aus Emden besuchte auch eine kleine Anzahl von Schülern aus den Nachbargemeinden Hinte und Ihlow das Gymnasium.
Beim ersten niedersächsischen Zentralabitur im Jahr 2006 erreichten die Abiturienten des Gymnasiums mit 2,53 die beste Durchschnittsnote im Raum Ostfriesland.
Im 143. Jahr seines Bestehens bezog das Gymnasium abermals neue Räume. Im Zuge der vom Emder Rat beschlossenen Schulstrukturreform bezog die Schule zum Beginn des Schuljahres 2015/2016 einen Neubau am Früchteburger Schulzentrum und erhielt dort ihren heutigen Namen.